# Owen Wilson
Owen Cunningham Wilson (Dallas, 18 novembre 1968) è un attore, sceneggiatore e cantante statunitense, candidato all'Oscar alla miglior sceneggiatura originale nel 2002 per I Tenenbaum.

## Biografia

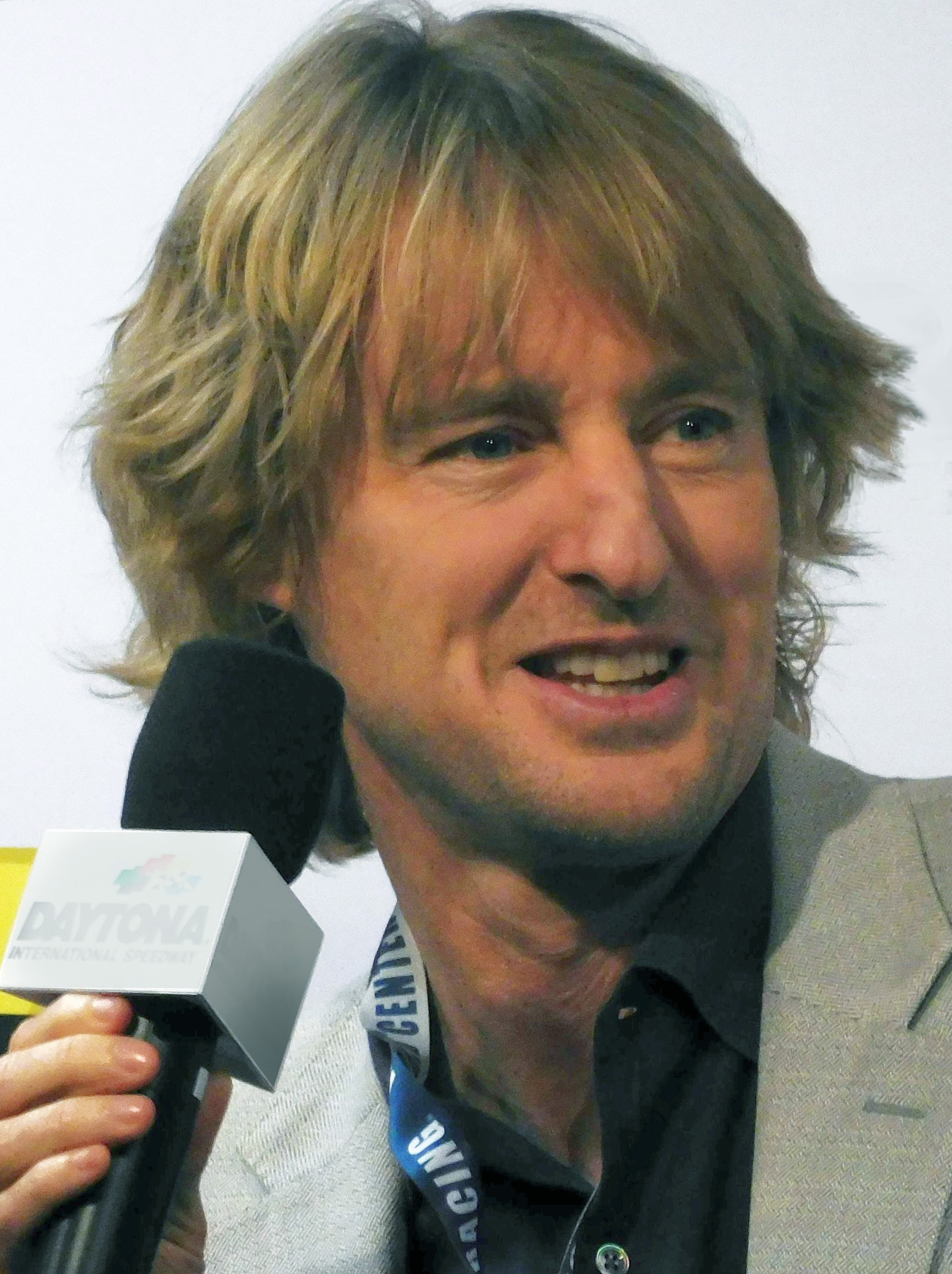
Owen Wilson al Daytona International Speedway nel 2017

Owen è nato a Dallas, in Texas, dalla fotografa Laura Cunningham e da Robert Andrew Wilson, un dirigente pubblicitario e gestore di una stazione televisiva pubblica. Ha due fratelli, entrambi attori: Luke e Andrew. La sua famiglia, proveniente dal Massachusetts, è di origini irlandesi. Wilson ha frequentato il New Mexico Military Institute e l'Università del Texas a Austin, dove ha conseguito una laurea in Inglese. Nella stessa università ha conosciuto Wes Anderson, amico con cui ha collaborato più volte a livello cinematografico.

### Frat Pack
Wilson, insieme a suo fratello Luke Wilson e a Ben Stiller, Will Ferrell, Vince Vaughn, Jack Black e Steve Carell, è considerato dalla stampa cinematografica statunitense membro del cosiddetto Frat Pack, un gruppo di attori comici amici che collaborano spesso insieme. Owen è uno dei due membri del gruppo ad aver ricevuto una nomination agli Oscar (per la sceneggiatura de I Tenenbaum), insieme a Steve Carell, che l'ha ricevuta nel 2015 per la sua interpretazione in Foxcatcher - Una storia americana come miglior attore protagonista.
Ha recitato in dodici film accanto a Ben Stiller: Il rompiscatole (1996), Hard Night (1998), Ti presento i miei (2000), Zoolander (2001), I Tenenbaum (2001), Starsky & Hutch (2004), Mi presenti i tuoi? (2004), Una notte al museo (2006), Una notte al museo 2 - La fuga (2009), Vi presento i nostri (2011), Notte al museo - Il segreto del faraone  (2014) e Zoolander 2 (2016).
Nel 2021 ha ottenuto la parte di Mobius M. Mobius nella serie televisiva del Marvel Cinematic Universe Loki, ruolo in cui è apparso brevemente anche nel film Ant-Man and the Wasp: Quantumania (2023). Nel 2022 ottiene il ruolo del padre Kent nel film La casa dei fantasmi (il reboot dell'adattamento cinematografico originale del 2003), diretto da Justin Simien, distribuito nelle sale nel 28 agosto 2023.

### Vita privata
Il 26 agosto 2007 Wilson è stato ricoverato presso l'ospedale St. John di Los Angeles a seguito di un tentato suicidio. I motivi del gesto sembrano legati a problemi di droga. Il suo avvocato ha confermato che l'attore è stato in cura per la depressione. L'incidente del 2007 ha causato a Wilson qualche problema sul piano professionale; è stato infatti escluso dal cast del film Tropic Thunder, in cui avrebbe recitato accanto a Ben Stiller, e la sua parte è andata a Matthew McConaughey.
Ha avuto una relazione con l'attrice Demi Moore e con la cantante Sheryl Crow, la quale ha poi dedicato, alla loro storia, la canzone Safe and Sound. Sul set di Tu, io e Dupree ha conosciuto Kate Hudson con cui ha avuto una relazione, interrotta e ripresa due volte dal 2006 al 2008.
Il 14 gennaio 2011 alle Hawaii è nato il suo primo figlio Robert Ford Wilson, frutto della relazione con la sky marshal Jade Duell; la loro relazione finì nel giugno dello stesso anno, dopo un anno e mezzo di fidanzamento. Il 30 gennaio 2014 ha avuto il suo secondo figlio, Finn, dalla relazione con la personal trainer Caroline Lindqvist, da cui si è poi separato. Per 5 anni è stato fidanzato con Varunie Vongsvirates, dalla quale ha avuto nel 2018 un'altra figlia, Lyla Aranya.

## Filmografia

### Attore

#### Cinema

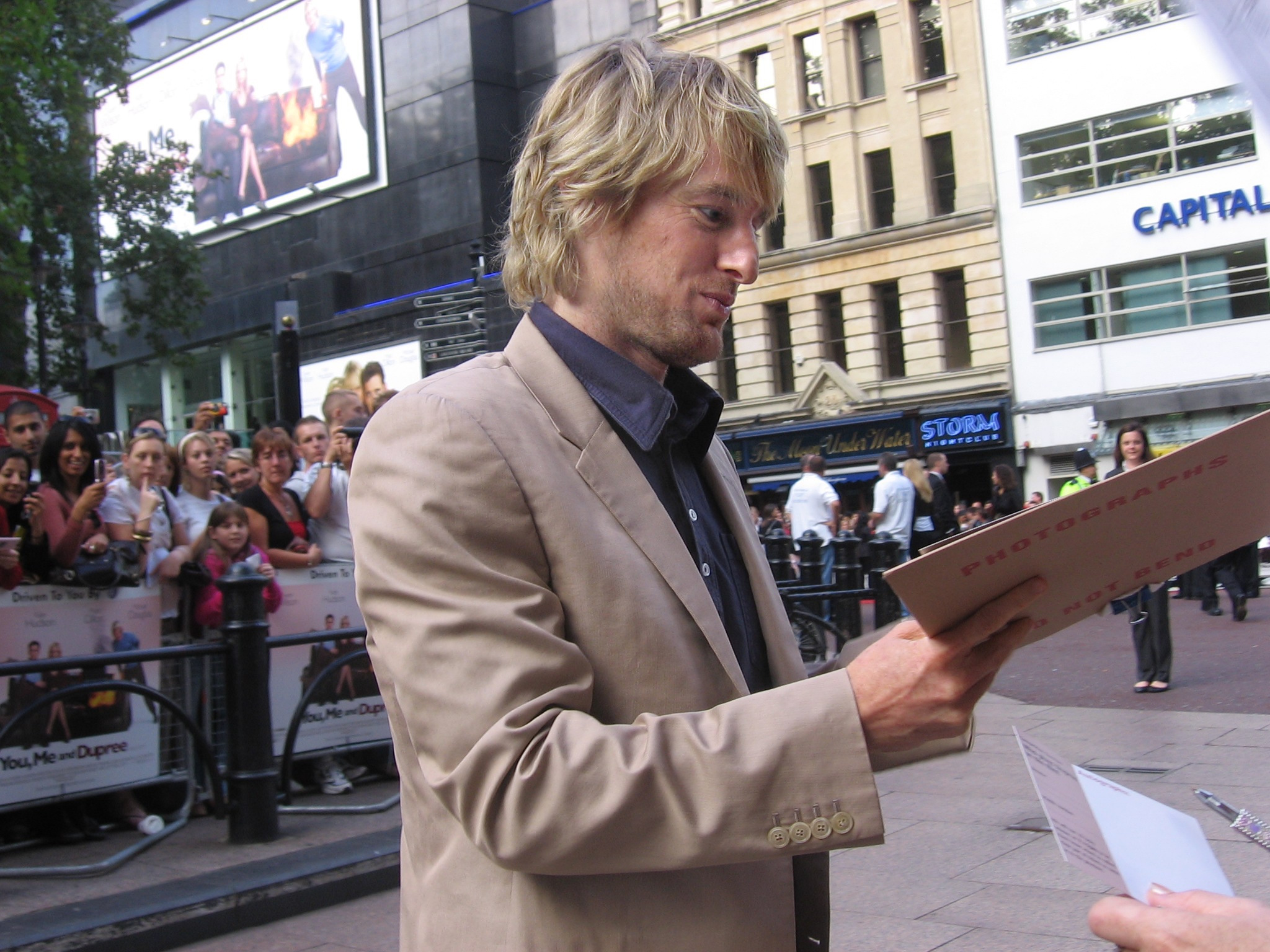
Owen Wilson a Londra firma autografi per la prima di Tu, io e Dupree (2006)

- Un colpo da dilettanti (Bottle Rocket), regia di Wes Anderson (1996)
- Il rompiscatole (The Cable Guy), regia di Ben Stiller (1996)
- Anaconda, regia di Luis Llosa (1997)
- Armageddon - Giudizio finale (Armageddon), regia di Michael Bay (1998)
- Hard Night (Permanent Midnight), regia di David Veloz (1998)
- The Killer - Ritratto di un assassino (The Minus Man), regia di Hampton Fancher (1999)
- La colazione dei campioni (Breakfast of Champions), regia di Alan Rudolph (1999)
- Haunting - Presenze (The Haunting), regia di Jan de Bont (1999)
- Heat Vision and Jack, regia di Ben Stiller - Cortometraggio (1999)
- Pallottole cinesi (Shanghai Noon), regia di Tom Dey (2000)
- Ti presento i miei (Meet the Parents), regia di Jay Roach (2000)
- Zoolander, regia di Ben Stiller (2001)
- I Tenenbaum (The Royal Tenenbaums), regia di Wes Anderson (2001)
- Behind Enemy Lines - Dietro le linee nemiche (Behind Enemy Lines), regia di John Moore (2001)
- Le spie (I spy), regia di Betty Thomas (2002)
- 2 cavalieri a Londra (Shanghai Knights), regia di David Dobkin (2003)
- Brivido biondo (The Big Bounce), regia di George Armitage (2004)
- Starsky & Hutch, regia di Todd Phillips (2004)
- Il giro del mondo in 80 giorni (Around the World in 80 Days), regia di Frank Coraci (2004)
- Le avventure acquatiche di Steve Zissou (The Life Aquatic with Steve Zissou), regia di Wes Anderson (2004)
- Mi presenti i tuoi? (Meet the Fockers), regia di Jay Roach (2004)
- 2 single a nozze - Wedding Crashers (Wedding Crashers), regia di David Dobkin (2005)
- The Wendell Baker Story - Un imbroglione innamorato (The Wendell Baker Story), regia di Luke e Andrew Wilson (2005)
- Tu, io e Dupree (You, Me and Dupree), regia di Anthony e Joe Russo (2006)
- Una notte al museo (Night at the Museum), regia di Shawn Levy (2006)
- Il treno per il Darjeeling (The Darjeeling Limited), regia di Wes Anderson (2007)
- Drillbit Taylor - Bodyguard in saldo (Drillbit Taylor), regia di Steven Brill (2008)
- Io & Marley (Marley & Me), regia di David Frankel (2008)
- Una notte al museo 2 - La fuga (Night at the Museum: Battle of the Smithsonian), regia di Shawn Levy (2009)
- Come lo sai (How Do You Know), regia di James L. Brooks (2010)
- Vi presento i nostri (Little Fockers), regia di Paul Weitz (2010)
- Libera uscita (Hall Pass), regia di Bobby Farrelly e Peter Farrelly (2011)
- Midnight in Paris, regia di Woody Allen (2011)
- Un anno da leoni (The Big Year), regia di David Frankel (2011)
- Gli stagisti (The Internship), regia di Shawn Levy (2013)
- Are You Here, regia di Matthew Weiner (2013)
- Grand Budapest Hotel (The Grand Budapest Hotel), regia di Wes Anderson (2014)
- Notte al museo - Il segreto del faraone (Night at the Museum: Secret of the Tomb), regia di Shawn Levy (2014)
- Vizio di forma (Inherent Vice), regia di Paul Thomas Anderson (2014)
- Tutto può accadere a Broadway (She's Funny That Way), regia di Peter Bogdanovich (2014)
- No Escape - Colpo di stato (No Escape), regia di John Erick Dowdle (2015)
- Zoolander 2, regia di Ben Stiller (2016)
- Masterminds - I geni della truffa (Masterminds), regia di Jared Hess (2016)
- Lost in London, regia di Woody Harrelson (2017)
- Wonder, regia di Stephen Chbosky (2017)
- 2 gran figli di... (Father Figures), regia di Lawrence Sher (2017)
- The French Dispatch of the Liberty, Kansas Evening Sun, regia di Wes Anderson (2021)
- Bliss, regia di Mike Cahill (2021)
- Marry Me - Sposami (Marry Me), regia di Kat Coiro (2022)
- La gang dei supereroi (Secret Headquarters), regia di Henry Joost e Ariel Schulman (2022)
- Ant-Man and the Wasp: Quantumania, regia di Peyton Reed (2023) - cameo non accreditato
- Il pittore (Paint), regia di Brit McAdams (2023)
- La casa dei fantasmi (Haunted Mansion), regia di Justin Simien (2023)

#### Televisione
- King of the Hill, serie TV, episodio 5×05 (2001)
- Community, serie TV, episodio 1×13 (2009)
- Loki, serie TV,  11 episodi (2021-2023)

#### Videoclip
- Johnny Cash - God's Gonna Cut You Down (2006)
- The Killers - Christmas in L.A. (2013)

#### Doppiatore
- Cars - Motori ruggenti, regia di John Lasseter (2006)
- Fantastic Mr. Fox, regia di Wes Anderson (2009)
- Sansone, regia di Tom Dey (2010)
- Cars 2, regia di John Lasseter (2011)
- Free Birds - Tacchini in fuga, regia di Jimmy Hayward (2013)
- Cars 3, regia di Bryan Fee (2017)
- Cars on the Road - serie TV, 9 episodi (2022)

#### Pubblicità
- Crodino (2014 - in corso)

### Sceneggiatore
- Un colpo da dilettanti (Bottle Rocket), regia di Wes Anderson (1996)
- Rushmore, regia di Wes Anderson (1998)
- I Tenenbaum (The Royal Tenenbaums), regia di Wes Anderson (2001)

## Discografia

### Discografia solista
- 2014 - Music for Quiet Moments: Simulate
- 2015 - Kids Can Learn Spanish
- 2017 - My Way

## Riconoscimenti
- Premio Oscar
  - 2002 – Candidatura alla Migliore sceneggiatura originale per I Tenenbaum
- Golden Globe
  - 2012 – Candidatura al Miglior attore in un film commedia o musicale per Midnight in Paris
- Premio BAFTA
  - 2002 – Candidatura alla Migliore sceneggiatura originale per I Tenenbaum
- MTV Movie Awards
  - 2002 – Candidatura alla Miglior performance di gruppo per Zoolander
  - 2003 – Candidatura alla Miglior performance di gruppo per 2 cavalieri a Londra
  - 2004 – Miglior bacio (condiviso con Carmen Electra e Amy Smart) per Starsky & Hutch
  - 2004 – Candidatura alla Miglior performance di gruppo per Starsky & Hutch
  - 2006 – Candidatura alla Miglior performance comica per 2 single a nozze - Wedding Crashers
  - 2006 – Miglior performance di gruppo per 2 single a nozze - Wedding Crashers
  - 2022 – Miglior coppia per Loki (condiviso con Tom Hiddleston e Sophia Di Martino)
- Razzie Awards
  - 2003 – Candidatura alla Peggior coppia (condiviso con Eddie Murphy) per Le spie
  - 2017 – Candidatura al Peggior attore non protagonista per Zoolander 2
  - 2017 – Candidatura alla Peggior coppia (condiviso con Ben Stiller) per Zoolander 2
- Satellite Award
  - 2001 – Candidatura al Miglior attore non protagonista in un film commedia o musicale per Pallottole cinesi
  - 2002 – Candidatura al Miglior attore non protagonista in un film commedia o musicale per I Tenenbaum
- Screen Actors Guild Award
  - 2012 – Candidatura al Miglior cast cinematografico per Midnight in Paris
  - 2015 – Candidatura al Miglior cast cinematografico per Grand Budapest Hotel

## Doppiatori italiani
Nelle versioni in italiano delle opere in cui ha recitato, Owen Wilson è stato doppiato da:
- Massimiliano Manfredi in Ti presento i miei, Zoolander, Le spie, Mi presenti i tuoi?, Tu, io e Dupree, Drillbit Taylor - Bodyguard in saldo, Vi presento i nostri, Midnight in Paris, Grand Budapest Hotel, Vizio di forma, No Escape - Colpo di stato, Zoolander 2, 2 gran figli di..., The French Dispatch of the Liberty, Kansas Evening Sun, Bliss, Marry Me - Sposami, La casa dei fantasmi
- Massimo De Ambrosis in 2 cavalieri a Londra, Starsky & Hutch, Il giro del mondo in 80 giorni, Le avventure acquatiche di Steve Zissou, 2 single a nozze - Wedding Crashers, Il treno per il Darjeeling, Gli stagisti, Tutto può accadere a Broadway, Wonder, La gang dei supereroi, Il pittore
- Francesco Bulckaen in Hard Night, I Tenenbaum, Behind Enemy Lines - Dietro le linee nemiche
- Vittorio Guerrieri in Io & Marley, Un anno da leoni, Lost in London
- Stefano Benassi in Una notte al museo, Una notte al museo 2 - La fuga, Notte al museo - Il segreto del faraone
- Riccardo Rossi in Come lo sai, Libera uscita, Masterminds - I geni della truffa
- Roberto Chevalier in Un colpo da dilettanti, Il rompiscatole
- Francesco Prando in Loki, Ant-Man and the Wasp: Quantumania
- Vittorio De Angelis in Anaconda
- Danilo De Girolamo in Armageddon - Giudizio finale
- Luca Ferrante in The Killer - Ritratto di un assassino
- Francesco Pezzulli in Haunting - Presenze
- Christian Iansante in Pallottole cinesi
- Patrizio Prata in Brivido biondo
- Claudio Moneta in The Wendell Baker Story

Da doppiatore è sostituito da:
- Massimiliano Manfredi in Cars - Motori ruggenti, Cars 2, Cars 3, Cars on the Road
- Massimo De Ambrosis in Fantastic Mr. Fox
- Pupo in Sansone
- Nanni Baldini in Free Birds - Tacchini in fuga
- Francesco Bulckaen in King of the Hill